# Graswortelvlinder
De graswortelvlinder (Apamea monoglypha) is een nachtvlinder uit de familie Noctuidae, de uilen. De voorvleugellengte is tussen de 19 en 26 millimeter, groter dan de andere Apamea-soorten. De soort overwintert als rups. Het is een Europese soort.

## Waardplanten
De graswortelvlinder heeft diverse grassen als waardplant, zoals kropaar, kweek en ruwe smele.

## Voorkomen in Nederland en België
De graswortelvlinder is in Nederland en België een gewone vlinder, die over het hele gebied verspreid voorkomt. De vliegtijd is van juni tot augustus in één generatie.

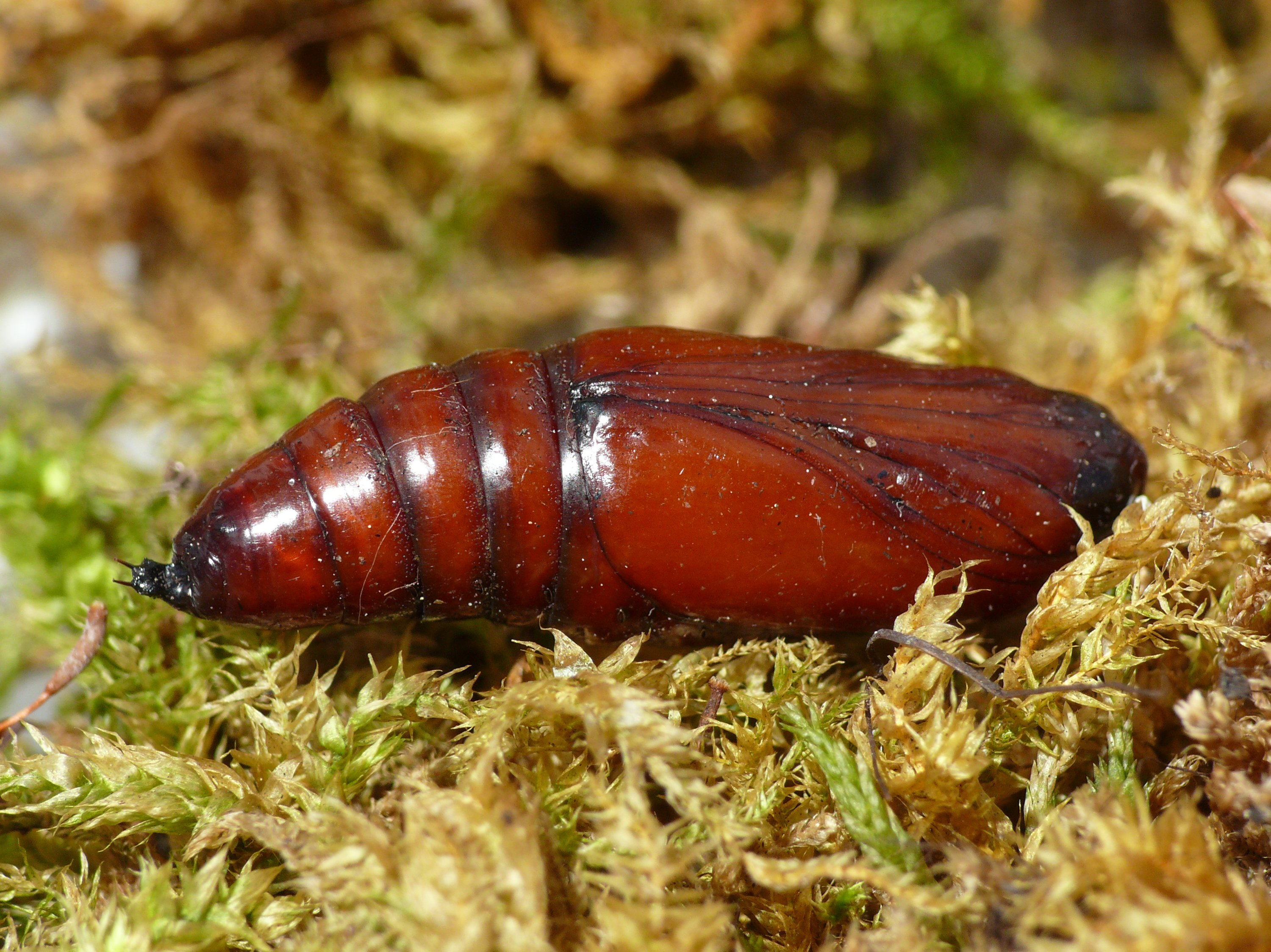
Pop